# Merkatz (Adelsgeschlecht)

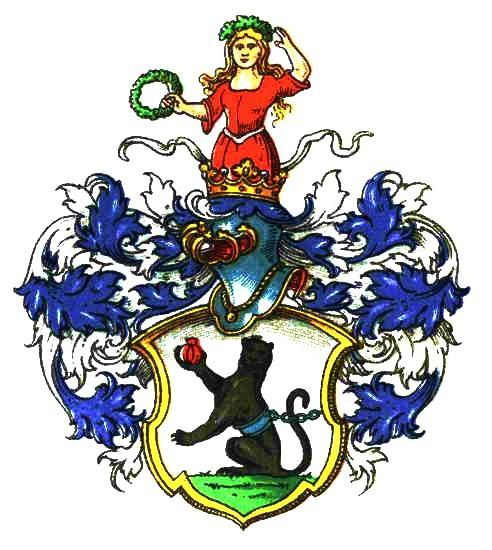
Wappen derer von Merkatz

Merkatz (gelegentlich auch Meerkatz) ist der Name einer deutschen Adelsfamilie.

## Geschichte

Wappen derer von Merkatz

Als erster Vertreter dieses Geschlechts wurde am 28. September 1737 der Oberst der Artillerie Johann Friedrich von Merkatz (1698–1763) für seine Verdienste von König Friedrich Wilhelm I. mit dem Orden De la Générosité ausgezeichnet und gleichzeitig in den persönlichen Adelsstand erhoben. Als Wappen erhielt er ein auf zwei goldene Kanonenröhren ruhendes damasziertes Schild, darin ein Mörser auf goldener Lafette. 
Sein Bruder, der preußische Major Joachim Wilhelm von Merkatz und sein Sohn, der damalige preußische Hauptmann Johann Friedrich Ludolf von Merkatz wurden am 9. November 1770 für die während des Krieges geleisteten Dienste von Friedrich II. in den erblichen Adelsstand erhoben und erhielten das heutige Familienwappen. Dessen Adoptivsohn, ein preußischer Stabskapitän im Feldartilleriekorps, wurde am 31. Dezember 1791 als Karl Pfendner von Merkatz von Friedrich Wilhelm II. nachträglich in den Adelsstand erhoben; seine Nachfahren werden als „Merkatz des Stammes Pfendner“ geführt. Der Bundesminister a. D. Hans-Joachim von Merkatz (DP/CDU) ist sein Urenkel.

## Wappen
In Silber eine auf grünem Rasen sitzende und angekettete Meerkatze (Affe), die einen roten Apfel hält. Auf dem Helm mit blau-silbernen Decken eine wachsende rot-gekleidete Jungfrau mit grünem Rautenkranz in der rechten Hand.

## Bekannte Familienmitglieder
- Johann Friedrich von Merkatz (Oberst) (1698–1763), preußischer Oberst
- Johann Friedrich von Merkatz (1729–1815), preußischer Generalleutnant
- Karl Pfendner von Merkatz (1759–1823), preußischer Generalmajor
- Felix von Merkatz (1861–1940), deutscher Generalmajor
- Friedrich von Merkatz (1876–1949), Major im Reichswehrministerium, Autor
- Hans-Joachim von Merkatz (1905–1982), deutscher Politiker und Bundesminister (DP/CDU)